# Аллювиальная вода
Аллювиальная вода — подземная вода в слое аллювиальных отложений русла реки. Толщина водоудерживающего слоя в зависимости от толщины аллювиальных отложений в крупных реках достигает 15 м, в некоторых местах — 30—50 м. Прилив аллювиальной воды происходит за счёт надземных вод, атмосферной влаги, иногда от водных слоев, находящихся в глубине тектонических разломов. Аллювиальная вода находится близко к поверхности земли, имеет низкую минерализацию (до 1—3 г/л). Аллювиальную воду используют для обеспечения населённых пунктов питьевой водой. Огромные запасы пресной Аллювиальной воды встречаются в руслах рек Южного, Центрального и Восточного Казахстана. В последнее время на аллювиальная воду отрицательно влияет загрязнение надземных вод.